# 구시켄 요코

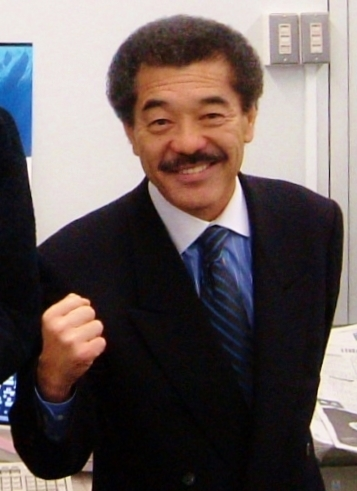
구시켄 요코

구시켄 요코(具志堅用高, 1955년 6월 26일 ~ )는 일본의 전 프로복서, 탤런트이다.

## 생애
일본 오키나와현 이시가키시 출신. 아마추어 62승(50KO・RSC) 3패. 1974년 5월 28일 프로 데뷔. 1976년 10월 10일 9전 만에 세계복싱협회(WBA) 라이트플라이급 챔피언. 이후 4년5개월간 13차 방어 성공. 14차 방어 패배가 프로 생애 유일한 패배. 사우스포. 통산 전적 24전 23승(15KO) 1패.